# One 31
One 31 (en tailandés: ช่องวัน 31, anteriormente GMM One) es un canal de televisión digital terrestre tailandés propiedad de GMM Grammy. Fue lanzado el 1 de diciembre de 2011.

## Presentadores

### Actuales
- Thema Kanchanapharin
- Anuwat Fuengthongdang
- Orachun Rintharawitoon
- Srisuphan Thammawut
- Navanan Bamrungphruk
- Veenarat Laohapakakul
- Bancha Kaengkan
- Chainon Hankhirirat
- Sarunpat Tangphaisarntanakul
- Nitirath Buachan
- Orarin Yamokgul
- Natsarut Qapornthongsuthi
- Sujira Aroonphiphat
- Natphatsorn Simasathien
- Lily McGrath
- Phattana Chanpantarak
- Kajornkit Phonphai
- Piyawat Khemphet
- Thanyaret Engtrakul
- Pornchita Na Songkhla
- Panita Thammawattana
- Thansita Suwatcharathanakit
- Darunee Suthipitak
- Passakorn Ponbun
- Takkatan Chollada
- Supaporn Wongthuithong
- Pennueng Wongphudorn

### Anteriores
- Chawankon Wattanaphisitkul
- Aniporn Chalermburanawong

## Programación
El canal ofrece una variedad de contenidos como dramas, programas de variedades, competencias, programas de noticias y entretenimiento.